# Wilderness und Ecological Reserves in Neufundland und Labrador
Wilderness und Ecological Reserves sind spezielle Schutzgebiete in der kanadischen Provinz Neufundland und Labrador.
Grundlage für die Errichtung dieser Schutzgebiete war die Verabschiedung des Wilderness and Ecological Reserves Act (WER Act) im Jahr 1980. Seither wurden 18 Wilderness und Ecological Reserves in der Provinz ausgewiesen. Zweck dieser Schutzgebiete ist der Erhalt des Naturerbes (Natural heritage) der Provinz. Dabei kommt diesen Schutzgebieten eine Schlüsselrolle zu. Daneben bieten diese Gebiete verschiedene Möglichkeiten für die Wissenschaft, die Lehre und Wissensvermittlung sowie für Erholungssuchende.
Die Gebiete dienen dem Schutz und Erhalt der Karibu-Herden, verschiedener Seevogelkolonien, weltweit bedeutender Fossilienfundstätten sowie dem Lebensraum bedrohter Pflanzen- und Tierarten. Die Schutzgebiete liegen in repräsentativen Bereichen der verschiedenen Naturregionen der Provinz. 
Mit Ausnahme von drei Reservaten (Cape St. Mary’s, Mistaken Point und Witless Bay) besitzen die Schutzgebiete fast keine Infrastruktur.
Der WER Act bildet die gesetzliche Grundlage für die Schutzgebiete. Dieses Gesetz erlaubt die Errichtung von „provisorischen“ Schutzgebieten, die später nach sorgfältiger Betrachtung zu vollwertigen Schutzgebieten erhoben werden können. Dabei findet sowohl die wissenschaftliche Forschung als auch die Teilhabe der Öffentlichkeit Berücksichtigung.
Verwaltet werden die Wilderness und Ecological Reserves vom Natural Areas Program der Land Management Division innerhalb des Department of Fisheries and Land Resources. Dieses stimmt sich mit dem Wilderness and Ecological Reserve Advisory Council (WERAC), einer unabhängigen Expertengruppe, ab. Es findet außerdem eine Zusammenarbeit mit weiteren Naturschutzvereinigungen statt wie beispielsweise dem Seabird Ecological Reserves Advisory Committee (SERAC).
Es gibt zwei Wilderness Reserves:
- Avalon Wilderness Reserve
- Bay du Nord Wilderness Reserve

Des Weiteren gibt es 18 Ecological Reserves, wovon eines den Status eines provisorischen Schutzgebietes (Provisional Ecological Reserve) besitzt (Stand 2018).
- Baccalieu Island Ecological Reserve
- Burnt Cape Ecological Reserve
- Cape St. Mary’s Ecological Reserve
- Fortune Head Ecological Reserve
- Funk Island Ecological Reserve
- Gannet Islands Ecological Reserve
- Hare Bay Islands Ecological Reserve
- Hawke Hill Ecological Reserve
- King George IV Ecological Reserve
- Lawn Bay Ecological Reserve
- Little Grand Lake Provisional Ecological Reserve
- Mistaken Point Ecological Reserve
- Redfir Lake-Kapitagas Channel Ecological Reserve
- Sandy Cove Ecological Reserve
- Table Point Ecological Reserve
- Watts Point Ecological Reserve
- West Brook Ecological Reserve
- Witless Bay Ecological Reserve